# Tołkaczowka (obwód kurski)
Tołkaczowka (ros. Толкачёвка) – wieś (ros. село, trb. sieło) w zachodniej Rosji, w sielsowiecie prilepskim rejonu konyszowskiego w obwodzie kurskim.

## Geografia
Miejscowość położona jest nad Płatawką (lewy dopływ Swapy), 4 km od centrum administracyjnego sielsowietu (Prilepy), 4,5 km na południowy zachód od centrum administracyjnego rejonu (Konyszowka), 66,5 km na północny zachód od Kurska.
W Tołkaczowce znajdują się 232 posesjе.
Klimat
Miejscowość, jak i cały rejon, znajduje się w strefie klimatu kontynentalnego z łagodnym ciepłym latem i równomiernie rozłożonymi opadami rocznymi (Dfb w klasyfikacji klimatów Köppena).

## Demografia
W 2010 r. miejscowość zamieszkiwało 346 osób.